# Komolý kužel

Komolý rotační kužel (vlevo) s rozvinutým pláštěm (vpravo); m – strana; h – výška; R, r – poloměry horní a dolní podstavy

Komolý kužel je prostorové těleso – část kužele, která leží mezi dvěma rovnoběžnými rovinami procházejícími tímto kuželem. Jinak řečeno, jde o „kužel s odříznutým vrškem“, tedy navíc s horní podstavou.
Komolý rotační kužel vznikne rotací pravoúhlého lichoběžníku okolo kratšího ramene nebo rotací
rovnoramenného lichoběžníku okolo své vertikální osy souměrnosti.
Rotací základen lichoběžníku vzniknou podstavy a rotací ramen pak plášť komolého rotačního kužele.
Plášť komolého kužele se skládá z úseček (vyťatých podstavami na přímkách vycházejících z vrcholu kuželové plochy), které se nazývají strany komolého kužele. U komolého rotačního kužele lze plášť rozvinout do výseče mezikruží, jeho strany jsou všechny stejně dlouhé. Výška komolého kužele je rovna kolmé vzdálenosti rovin obou jeho podstav.

## Vzorce
- Objem V komolého kruhového (rotačního i kosého) kužele:

{\displaystyle V={\frac {\pi v}{3}}\cdot (r_{1}^{2}+r_{1}\cdot r_{2}+r_{2}^{2})},
kde {\displaystyle V} je objem, {\displaystyle v} výška, {\displaystyle r_{1}} poloměr dolní podstavy a {\displaystyle r_{2}} poloměr horní podstavy.
- Povrch S komolého kužele:

{\displaystyle S=P_{1}+P_{2}+Q},
kde {\displaystyle S} je povrch, {\displaystyle P_{1}} obsah dolní podstavy, {\displaystyle P_{2}} obsah horní podstavy, {\displaystyle Q} obsah pláště.
- speciálně povrch S komolého rotačního kužele:

{\displaystyle S=\pi r_{1}^{2}+\pi r_{2}^{2}+\pi \cdot (r_{1}+r_{2})\cdot {\sqrt {v^{2}+(r_{1}-r_{2})^{2}}}},
kde {\displaystyle S} je povrch, {\displaystyle v} výška, {\displaystyle r_{1}} poloměr dolní podstavy a {\displaystyle r_{2}} poloměr horní podstavy.